# Combat air patrol

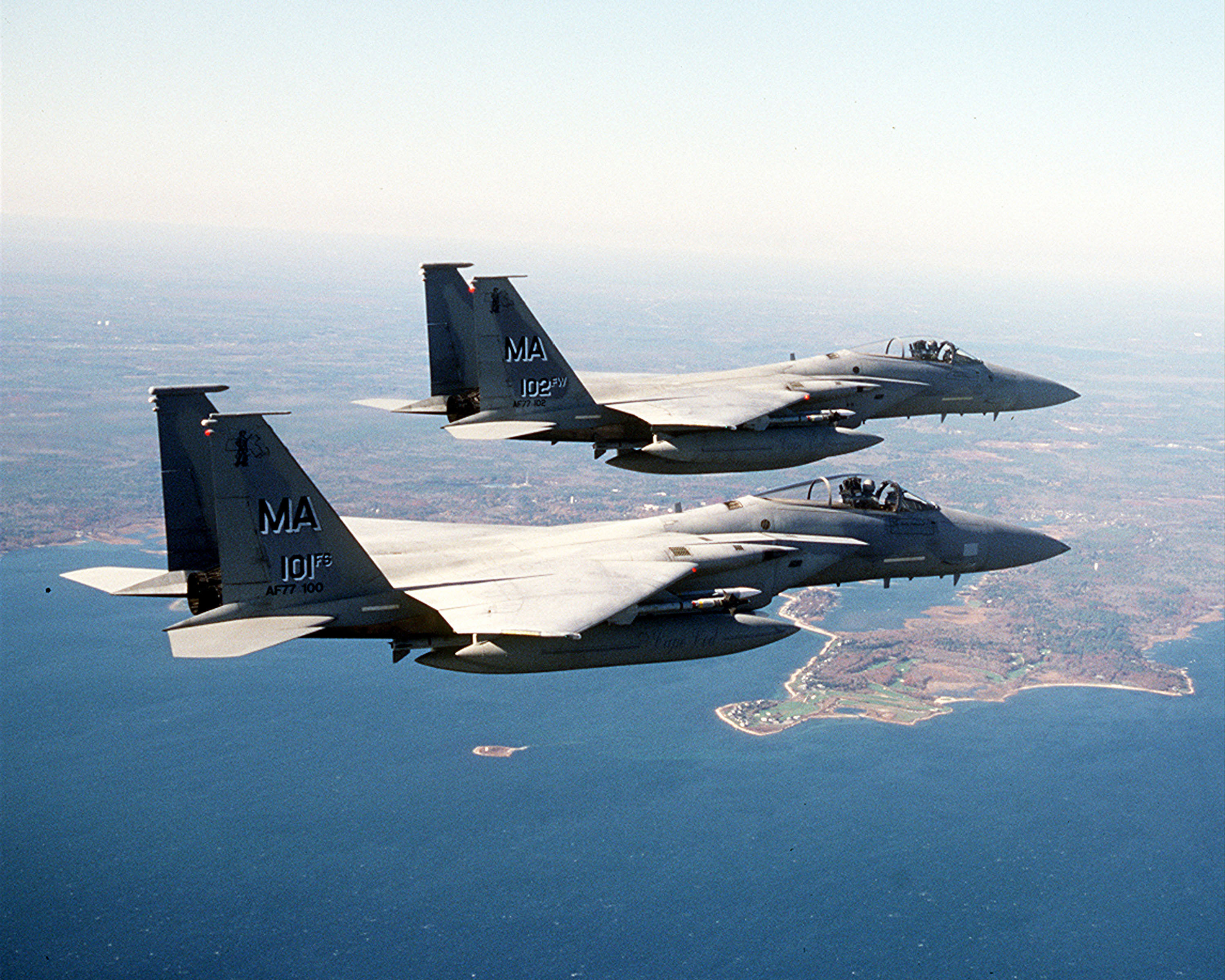
Twee F-15 Eagles in een Combat Air Patrol-missie boven New York ter ondersteuning van Operatie Noble Eagle.

Combat Air Patrol (CAP) is een soort vliegmissie voor gevechtsvliegtuigen. Een dergelijke patrouillemissie kan worden uitgevoerd boven een bepaald gebied, boven de beschermde gevechtseenheden, boven een kritisch gebied van een gevechtszone of boven een luchtverdedigingsgebied, met als doel het onderscheppen en vernietigen van vijandige vliegtuigen voordat ze hun doel bereiken. Combat Air Patrols kunnen van toepassing zijn op zowel operaties boven land als water, waarbij andere vliegtuigen, vaste en mobiele installaties op het land of schepen op zee beschermd worden.
Meestal brengt een CAP met zich mee dat gevechtsvliegtuigen in een tactisch patroon vliegen rondom of het screenen van een beschermd doel, terwijl er ondertussen gekeken wordt naar binnenkomende aanvallers. Effectieve CAP-patronen kunnen zich zowel op hoge als lage hoogten bevinden, om sneller te kunnen reageren wanneer een aanval wordt gedetecteerd. Moderne CAPs zijn ofwel GCI of AWACS-gecontroleerd om te zorgen voor een zo vroeg mogelijke waarschuwing om defensief te kunnen reageren.
De eerste CAPs waren kenmerkend voor operaties van vliegdekschepen, waarbij CAPs gevlogen werden om een vliegdekschipgroep te beschermen, maar de term is algemeen toepasbaar geworden voor zowel de luchtmacht als vliegoperaties van de marine. CAP-vliegmissies verschillen met gevechtsescortering dat een CAP niet beperkt is tot een groep die het beschermt, niet beperkt is in hoogte en snelheid die er gevlogen wordt en tactische flexibiliteit heeft om de strijd aan te binden met een bedreiging. Gevechtsescortes blijven meestal bij hun protegés die ze ondersteunen met een gelijke snelheid van de groep die ze beschermen, als een laatste barrière tegen een nabije bedreiging. Wanneer een escorte de strijd aangaat, worden de beschermelingen onbeschermd gelaten. 

## CAP-soorten
Sinds de Tweede Wereldoorlog zijn er door de Amerikaanse strijdkrachten verschillende soorten CAPs aangewend:
- BARCAP: "Barrier Combat Air Patrol", een missie die gevlogen wordt tussen een vliegdekschipgroep en de richting van waaruit het meest waarschijnlijk een vijandelijke aanval zal komen. Het verwijst ook naar gevechtsvliegtuigen die gepositioneerd zijn tussen een bevriende strijdmacht en een gebied waar er een luchtdreiging wordt verwacht, ook bekend als een "MiG-scherm".

- CAP/Strike: Vliegtuigen met een primaire CAP-rol en een secundaire aanvalsrol; dergelijke vliegtuigen mogen een verordening overboord zetten en actief vijandelijke vliegtuigen achternagaan en zijn niet beperkt tot defensieve ontmoetingen.

- FastCAP: Combat Air Patrol om aanvalsvliegtuigen te beschermen.

- FORCAP: "Force Combat Air Patrol", een patrouille van gevechtsvliegtuigen die een strijdmacht verdedigen, in wezen een escorte.

- HAVCAP: "High Asset Value Combat Air Patrol", vluchten met als doel om een object met hoge waarde te beschermen, zoals een AWACS-vliegtuig of tankvliegtuigen voor het bijtanken tijdens een bepaalde tijd op het station.

- MiGCAP: Hoofdzakelijk gebruikt tijdens de Vietnamoorlog, waarbij MiGCAP specifiek gericht is tegen MiG-vliegtuigen.

- RESCAP: "Rescue Combat Air Patrol", een gevechtseenheid, vaak gevormd door vliegtuigen die reeds in het gebied waren, die wordt gebruikt om personeel op de grond te beschermen (zoals neergehaalde piloten) tegen bedreigingen op de grond, evenals de vijandelijke zoek- en reddingsacties van vliegtuigen van vijandelijke machten of andere bergingseenheden van zowel dreigingen op de grond als in de lucht.

- SARCAP: "Search and Rescue Combat Air Patrol", een eerdere versie van RESCAP.

- Slow CAP: Een CAP om langzamere vliegtuigen, zoals de EB-66, B-52 of EC-121 tijdens de Vietnamoorlog, te beschermen. Werd vervangen door "HAVCAP".

- Strike/CAP: Vliegtuigen met een primair aanvallende rol en secundair een CAP-rol; dergelijke vliegtuigen mogen een verordening overboord zetten en alleen bij directe aanvallen met vijandelijke vliegtuigen de strijd aanbinden. Strike/CAP-vliegtuigen hebben ook een overgaande CAP-rol nadat de aanval uitgevoerd is op het doel.

- TARCAP: "Target Combat Air Patrol", gevlogen boven of in de buurt van een aanvalsdoel met als doel om gespecialiseerde aanvalsvliegtuigen zoals de Lockheed AC-130 te beschermen tegen vijandelijke strijders.